# رودریگو والدس
رودریگو والدس (اسپانیایی: Rodrigo Valdéz‎; ۲۲ فوریهٔ ۱۹۴۶ – ۱۵ مارس ۲۰۱۷) بوکسور اهل کلمبیا بود.